# Un fuego de sangre pura
Un Fuego de Sangre Pura es un álbum del conjunto colombiano Los Gaiteros de San Jacinto lanzado en el año 2006 en el sello Smithsonian Folkways. El 9 de noviembre de 2007, el álbum ganó el Grammy Latino al Mejor Álbum Folklórico

## Lista de canciones
| N.º | Título                                  | Duración |  |
| 1.  | «Fuego de Sangre Pura»                  | 5:24     |  |
| 2.  | «Sigan Bailando»                        | 2:23     |  |
| 3.  | «El Manolo Los Gaiteros de San Jacinto» | 4:37     |  |
| 4.  | «El Millo se Modernizó»                 | 3:51     |  |
| 5.  | «Canto de Zafra»                        | 5:09     |  |
| 6.  | «El Corcovado»                          | 3:52     |  |
| 7.  | «Mi Regreso»                            | 3:47     |  |
| 8.  | «Puyaloahí»                             | 2:45     |  |
| 9.  | «La Celestina»                          | 4:59     |  |
| 10. | «La Bajera»                             | 3:30     |  |
| 11. | «Así Lo Grita Totó»                     | 4:17     |  |
| 12. | «La Corniz»                             | 4:09     |  |
| 13. | «Décima La Miseria Humana»              | 0:35     |  |
| 14. | «La Acabación»                          | 2:48     |  |